# Amélie de Saxe (1794-1870)
Pour les articles homonymes, voir Amélie de Saxe (homonymie).
Amélie de Saxe, née le 10 août 1794 à Dresde et morte le 18 septembre 1870 à Pillnitz, est une princesse de Saxe issue de la maison de Wettin, connue comme compositrice sous le nom de plume de A. Serena, ainsi que comme dramaturge sous celui d'Amélie Heiter.

## Biographie
Fille du prince Maximilien de Saxe et de la princesse Caroline de Bourbon-Parme, elle est la petite-fille du prince-électeur Frédéric IV de Saxe, la nièce des deux premiers rois de Saxe, Frédéric-Auguste Ier et Antoine Ier, et la sœur de leurs successeurs, les rois Frédéric-Auguste II de Saxe et Jean Ier.
La princesse Amélie vécu toute sa vie au château de Pillnitz, près de Dresde, capitale de ce qui était alors l'électorat, puis à partir de 1806 le royaume de Saxe, en actuelle Allemagne.
Encore enfant pendant les guerres napoléoniennes, elle est amenée à fuir le château de sa famille à plusieurs reprises. Contrainte avec les siens à dormir sur la paille là où ceux-ci peuvent trouver refuge, la jeune princesse rencontre Napoléon Ier en diverses occasions. Elle garde une opinion négative de l'empereur. Observant qu'elle est en colère contre lui parce qu'il est en guerre contre sa famille, celui-ci réplique à la jeune fille qu'il lui faut se forcer à s'habituer à la situation ; l'adolescente lui répond fermement qu'il y a certaines situations auxquelles on ne peut s'habituer.
Jeune femme curieuse, elle bénéficie d'une solide formation intellectuelle. Elle se passionne pour la composition et écrit de la  musique de chambre, des opéras et de la musique sacrée. Elle se consacre également au chant et au clavecin. Elle est aussi écrivaine, notamment de comédies.
Demeurée célibataire, la princesse vit de manière modeste, distribuant fréquemment les gains de ses pièces à des œuvres de charité. Elle donna également 80 000 thalers pour la construction du premier opéra de Dresde.
En 1851, la princesse est atteinte d'une cataracte. Opérée en 1853, elle perd d'abord la vue, avant qu'une nouvelle opération lui rende l'usage d'un œil.
Amélie de Saxe meurt à Pillnitz en 1870. Elle est inhumée parmi les membres de la famille royale, au sein de la crypte des Wettin, dans la cathédrale de la Sainte-Trinité de Dresde.

## Carrière

### Musique
La princesse Amélie étudie la musique avec Joseph Schuster, Vincenzo Rastrelli, Johann Miksch, Franz Anton Schubert et Carl Maria von Weber.
Elle commence à écrire de la musique dès 1811 et compose, sous le pseudonyme de A. Serena, de nombreux opéras, un genre populaire parmi les élites de Dresde. Ses compositions les plus réputées sont ses opéras comiques. Elle dépeint ses personnages avec originalité : Weber l'a trouvera très talentueuse.

### Auteur dramatique
En 1829 et 1830, elle publie également deux drames sous le nom de plume d'Amélie Heiter. Dans ses œuvres dramatiques ultérieures, elle aborde les thèmes de l'amour de l'humanité et de la vertu.
Ses comédies Der Onkel (« L'oncle ») et Die Fürstenbraut (« Le prince marié ») sont devenues très populaires. Cette dernière est montée à Paris sous le titre Une femme charmante (1840). D'autres de ses pièces sont également adaptées pour la scène française. Une édition complète de ses œuvres dramatiques, est publiée à Dresde, au profit de l'association des femmes, sous le titre de Originalbeiträge zur deutschen Schaubühne (« Contributions originales à la scène allemande », 6 volumes, 1837-1842). Une troisième édition du premier volume paraît en 1858, tandis qu'une version française (Comédies) est éditée à Paris dès 1841. Six de ses drames sont également traduits en anglais par Jameson (Londres, 1846), et six autres sont traduits de façon anonyme (1848).

## Les œuvres musicales
- Una donna (1816).
- Le nozze funeste (1816).
- Le tre cinture (1817).
- Il prigioniere (1820).
- L'americana (1820).
- Elvira (1821).
- Elisa ed Ernesto (1823).
- La fedeltà alla prova (1826).
- Vecchiezza e gioventù (1828).
- Il figlio pentito (1831).
- Il marquis (1833).
- Mourir Siegesfahne (opérette, 1834).
- La casa disabitata (1835)[7].

### Œuvres modernes
- Slonimsky, Nicolas, Baker's Biographical Dictionary of Musicians, Vol. 1, New York, Schrimer Books, 2001, p. 67.
- Women in World History : A Biographical Encyclopedia, Vol. 1, Woodbridge, CT, Yorkin, 1999, p. 254-255.
- Eva Rieger, The Norton/Grove Dictionary of Women Composers, New York, W. W. Norton and Company, 1995, p, 12.

### Des sources plus anciennes
- (en) « Amalie, Marie Friederike Auguste », dans Daniel Coit Gilman, Harry Thurston Peck et Frank Moore Colby, New International Encyclopedia, Dodd, Mead and Company, 1905 (lire sur Wikisource)

- « The Princess Amalie of Saxony and Napoleon », The New York Times,‎ 13 mai 1883 (lire en ligne), ceci est un extrait d'une autre publication.